# Сухопутні війська Білорусі
Сухопутні війська Республіки Білорусь — один з видів Збройних сил Республіки Білорусь, призначений для ведення бойових дій на суходолі, який є найчисленнішим і різнобічним за бойовим складом. Вони володіють великою вогневою і ударної міццю, високою маневреністю і самостійністю.
Призначений для вирішення завдань по відбиття ударів противника і його розгрому в разі розв'язання ним агресії. Використовуючи оборонні можливості, в змозі ефективно вести боротьбу з наземним і повітряним противником у взаємодії з повітряними силами.
Складаються з родів військ і спеціальних військ. Роди військ і спеціальні війська в залежності від характеру завдань, які вони виконують, мають властиві їм озброєння, військову техніку та організацію.
Для вирішення бойових завдань сухопутні війська мають в своєму складі механізовані з'єднання, ракетні війська і артилерію, військову ППО, спеціальні війська, частини і установи тилового і технічного забезпечення.

## Завдання

### У мирний час
- підтримання бойового потенціалу, бойової та мобілізаційної готовності органів управління, з'єднань, військових частин і установ сухопутних військ на рівні, що забезпечує відбиття нападу локального масштабу;
- забезпечення переведення військ з мирного на воєнний час в установлені строки для виконання завдань по відбиттю агресії противника;
- несення бойового чергування виділеними силами і засобами;
- підготовка органів управління і військ до ведення бойових дій і виконання інших завдань відповідно до їх призначення;
- створення та утримання запасів озброєння, військової техніки та матеріальних засобів в обсягах, що забезпечують гарантоване вирішення завдань, що стоять перед сухопутними військами;
- участь в ліквідації наслідків аварій, катастроф і стихійних лих;
- підтримання на високому рівні морально-психологічного стану особового складу.

### У воєнний час
- виконання завдань за планом стратегічного розгортання Збройних Сил Республіки Білорусь;
- локалізація (припинення) можливих військових конфліктів, відбиття агресії противника боєготовними в мирний час частинами сухопутних військ, а за необхідності — з мобілізацією з'єднань і частин;
- відбиття нападу в будь-яких умовах стратегічної обстановки як самостійно, так і спільно зі збройними силами союзників;
- проведення спільно з повітряними силами Збройних Сил Республіки Білорусь (за участю збройних сил країн СНД, які підписали Договір про колективну безпеку) оборонних і контрнаступальних операцій з розгрому агресора;
- нанесення ураження противнику і створення передумов до припинення військових дій;
- формування і підготовка резервів, заповнення втрат військ в особовому складі, озброєнні і військовій техніці за спеціальностями і номенклатурою сухопутних військ.

Основу сухопутних військ складають оперативні угруповання на Західному і Північно-західному оперативних напрямках, які здатні в умовах мирного часу виконати завдання по локалізації та нейтралізації збройного конфлікту, а при необхідності вести локальну війну, забезпечуючи своєчасне оперативно-стратегічне розгортання всіх Збройних Сил, всієї військової організації держави.
Організаційно сухопутні війська складаються з оперативних угрупувань військ, з'єднань, військових частин родів військ і спеціальних військ, навчальних та інших військових частин.

## Структура
Сухопутні війська безпосередньо управляються Міністерством оборони і організаційно поділяються на два оперативні командування: Західне (польський напрямок, штаб в Гродно) і Північно-Західне (прибалтійський напрям, штаб в Борисові), а також окремі військові частини.

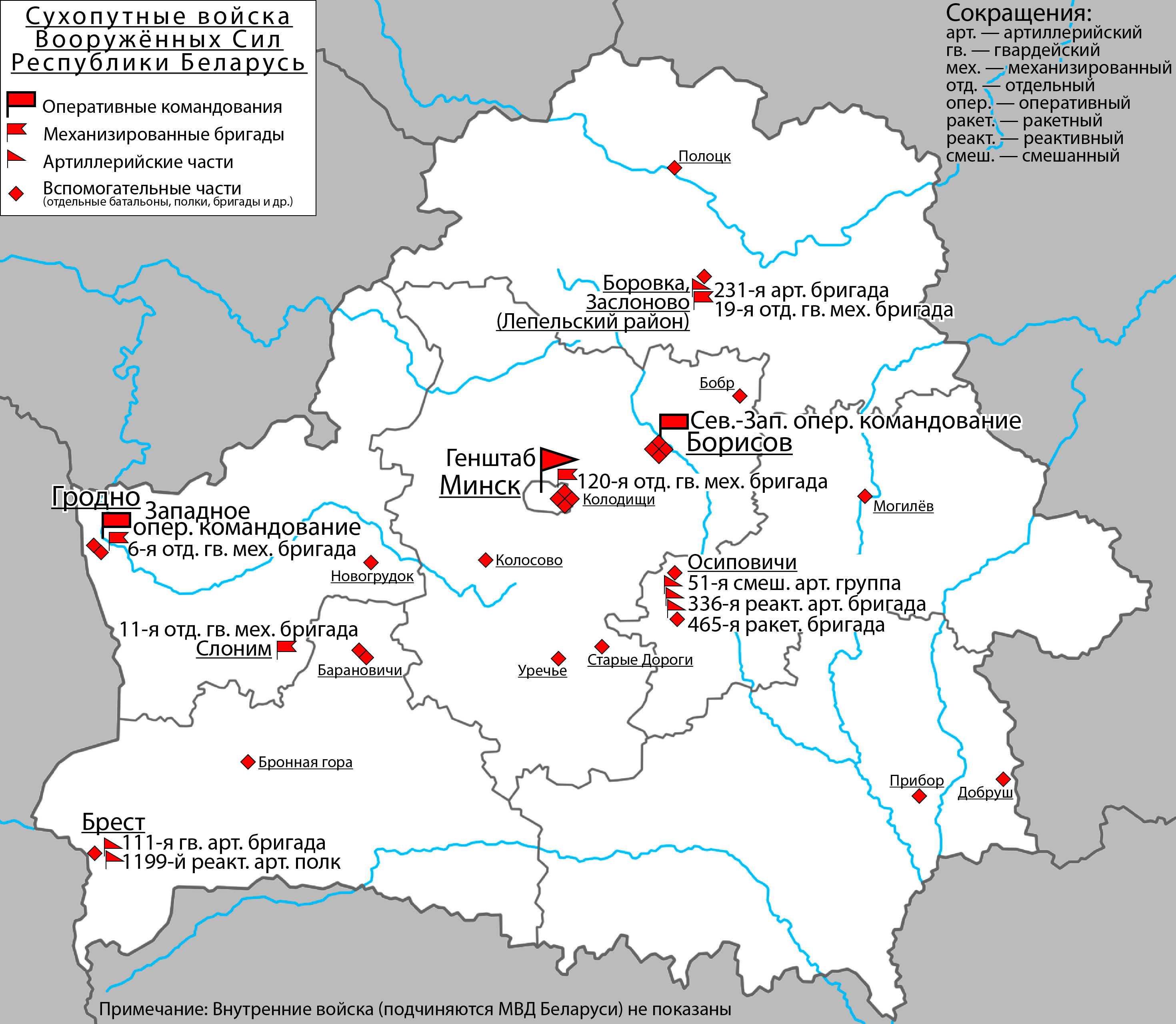

### Центральне підпорядкування
- Центральний командний пункт ЗС (м.Мінськ)
- 361-ша окрема база охорони та обслуговування (м.Мінськ) — Структура: батальйон охорони, 2 автомобільних батальйони з обслуговування Міноборони і рухомих пунктів управління
- 465-та ракетна бригада (М.Осиповичі) — Тактичний / оперативно-тактичний ракетний комплекс «Точка» або «Точка-У»
- 51-ша гвардійська артилерійська бригада (м.Осиповичі)
- 336-та реактивна артилерійська бригада (м.Осиповичі) — 300-мм 12-ствольна РСЗВ «Смерч»
- 188-ма гвардійська Новгородська інженерна бригада (м.Могильов)
- 52-й окремий спеціалізований пошуковий батальйон (с. Борівка Лепельський район) — Пошук і поховання решток військовослужбовців ЗС СРСР, які загинули в роки Другої світової війни[2]
- Кінологічний центр Збройних Сил (м. Колодищі)
- Зразково-показовий оркестр ЗС (м.Мінськ)

### Західне оперативне командування
- 6-та Київсько-Берлінська окрема механізована бригада (м.Гродно)
- 11-та Прикарпатсько-Берлінська окрема механізована бригада (м.Слонім)
- 111-та артилерійська бригада (м.Берестя)
- 1199-й змішаний артилерійський полк[be], (Слобудка[be], м.Берестя)
- 557-ма Слуцько-Варшавська інженерна бригада (м.Гродно)
- 74-й окремий Берлінський полк зв'язку (м.Гродно)
- 815-й центр технічного обслуговування (м.Барановичі)
- 108-й окремий полк матеріального забезпечення (м.Новогрудок)

### Північно-західне оперативне командування
- 120-та Рогачовська окрема механізована бригада (м.Мінськ)
- 19-та гвардійська окрема механізована бригада (м. Борисов)
- 231-ша артилерійська бригада (с.Борівка[be])
- 427-й реактивний артилерійський полк (с.Борівка[be]) — на озброєнні РСЗВ «Ураган»
- 86-та бригада зв'язку (м. Колодищі)
- 244-й центр радіоелектронної розвідки (м. Борисов)
- 10-й окремий батальйон РЕБ-Н (м. Борисов)
- 7-й інженерний полк (м. Борисов)
- 60-й окремий Барановичський полк зв'язку (м. Борисов)
- 814-й центр технічного обслуговування (м. Борисов)
- 110-й окремий полк матеріального забезпечення (м. Борисов)

### Інші
- 355-й гвардійський Барвінковський ордена Кутузова 3 ступеня окремий танковий батальйон
- 339-й гвардійський Білостоцький Червонопрапорний орденів Олександра Невського, Кутузова 3 ступеня, Суворова 3 ступеня окремий механізований батальйон
- 310-та гвардійська Білостоцька група артилерії
- 227-й загальновійськовий полігон «Борисовський»[3]
- окрема механізована бригада (резервна)[4]

## Оснащення
Сухопутні війська мають на озброєнні танки, бойові машини піхоти, бронетранспортери, артилерію різної потужності і призначення, протитанкові ракетні комплекси, зенітні ракетні комплекси, засоби управління, автоматичну стрілецьку зброю.